# Epsom and Ewell
Epsom and Ewell è un borgo del Surrey, Inghilterra, Regno Unito, con sede a Epsom.
Il distretto nacque il 1º aprile 1974 secondo il Local Government Act 1972 dall'unione del distretto urbano di Frimley and Camberley e del Distretto rurale di Bagshot.

## Storia

### Simboli
Lo stemma di Epsom and Ewell è stato concesso il 4 settembre 1937. Il verde e il bianco simboleggiano l'erba e la chalk delle North Downs. Le teste di cavallo sottolineano il legame di Epsom con le corse di cavalli; le due fasce blu ondate rappresentano Ewell e le sue sorgenti.
Il motto None Such si riferisce al Nonsuch Palace, fatto costruire da Enrico VIII nel 1538 e demolito nel 1682-83. Attualmente il sito di Nonsuch Park si trova diviso tra Epsom and Ewell e Sutton.

## Geografia antropica

### Località
- Epsom
- Ewell

## Amministrazione

### Gemellaggi
Chantilly